# Родни Блејк
Родни Блејк (енгл. Rodney Blake; 29. април 1983) бивши је аустралијски рагбиста. Родио се на Тонги где је рагби национални спорт. Његов отац је играо рагби на Новом Зеланду. Када је Родни напунио 13 година, преселио се у Сиднеј. Играо је за младу репрезентацију Аустралије до 21 године на светском првенству одржаном у Шкотској. У најјачој лиги на свету играо је за Редсе и Ребелсе. Дебитовао је у дресу Квинсленда против Хајлендерса. У дресу Валабиса дебитовао је 2006, против Енглеске у тест мечу одиграном на Телстра стадиону. Октобра 2006, проглашен је за најбољег играча Редса. 2008, је прешао у Француску, а после две сезоне у Бајону, вратио се у Аустралију и потписао за Ребелсе. Тренер Ребелса Демијан Хил похвалио је Роднијеву игру како у одбрани, тако и у нападу. За репрезентацију Аустралије Блејк је постигао 1 есеј у 7 мечева.